# 班特瓦尔
班特瓦尔（Bantwal），是印度卡纳塔克邦Dakshina Kannada县的一个城镇。总人口36829（2001年）。

## 人口
该地2001年总人口36829人，其中男性18270人，女性18559人；0—6岁人口4310人，其中男2252人，女2058人；识字率74.38%，其中男性为80.16%，女性为68.69%。